# Кръстоносна държава
Кръстоносните държави е общо название на няколко държавни образувания, основани от кръстоносците и възникнали в резултат и/или по повод на организираните и проведени кръстоносни походи през Средновековието.
Кръстоносните държави възникват основно в Леванта в периода 12 – 13 век и тяхното просъществуване е като цяло краткотрайно. Кръстоносни държави са образувани също така в Мала Азия и Палестина.

## Левант
След края на Първия кръстоносен поход, който завършва със завоюването на Йерусалим и отнемането на Светите земи и Божи гроб от ръцете на „неверниците“ мюсюлмани и евреи, са основани четири християнски държави:
- Графство Едеса, първата кръстоносна държава в Леванта, основана в 1098 г.
- Княжество Антиохия
- Графство Триполи
- Йерусалимско кралство – с редица васални територии, сред които най-значимите са:
  - Княжество Галилея
  - Графство Яфа и Аскалон
  - Сеньория Трансйордания на Крак, Монреал и Сент-Авраам
  - Сеньория Сидон

В това време благородническия род Лузинян управлява Арменското кралство Киликия.

## Кипър
По време на Третия кръстоносен поход, крал Ричард I Лъвското сърце завладява Кипър, където основава Кипърско кралство – до 1489 г. управлявано от потомци на кралете на Йерусалим, които живеят на острова в изгнание.

## Византия
По време на Четвъртия кръстоносен поход, Византийската империя е частично завладяна от кръстоносците, които основават на части от територията ѝ четири държави и едно квазидържавно образувание:
- Латинска империя
- Солунско кралство
- Атинско херцогство
- Ахейско княжество и
- Сеньория Негропонте

Освен това на част от Егейските острови венецианците основават Херцогство Наксос.
Някои от тези държави просъществуват подобно на Кипърското кралство до самия край на 15 век, когато са присъединени към Османската империя.

## Средиземно море
Духовно-рицарския орден на хоспиталиерите основава през 1310 г. на остров Родос и няколко други по-малки острови от Егейския архипелаг държава на рицарския орден, която едва през 1522 г. в резултат от договорка е преместена на остров Малта.

## Прусия
Държавата на Тевтонския орден е основана в Източна Прусия, след като през 1217 г. папа Хонорий III обявява поход срещу езичниците-пруси, а в 1225 г. полския княз Конрад Мазовецки кани тевтонците, за да се справи с езичните съседни племена. По този начин възниква Тевтонския орден, който просъществува най-дълго от всички кръстоносни държави – до 8 април 1525 г., когато последния гросмайстор на Тевтонския орден ликвидира държавността му, обявявайки създаването на територията му на светското Херцогство Прусия, поставяйки го под васалната зависимост на Кралство Полша.